# Corydalis kashgarica
Corydalis kashgarica är en vallmoväxtart som beskrevs av Franz Josef Ivanovich Ruprecht. Corydalis kashgarica ingår i släktet nunneörter, och familjen vallmoväxter. Inga underarter finns listade i Catalogue of Life.